# Two International Place
Das Gebäude Two International Place ist ein Wolkenkratzer im Financial District von Boston im Bundesstaat Massachusetts der Vereinigten Staaten. Es wurde 1992 fertiggestellt und ist mit 538 ft (163,98 m) Höhe und 35 Stockwerken das neunthöchste Gebäude der Stadt. Der Wolkenkratzer steht an einer Stelle, die früher als Fort Hill bekannt war und ist nur wenige Blocks vom Bostoner North End, der Küste, der Boston South Station, Downtown Crossing und dem Federal Courthouse entfernt.

## Exterieur
Das Gebäude besteht aus einem 35 Stockwerke hohen Turm und einem 13 Stockwerke messenden Anbau. Es gehört zu einem Komplex von insgesamt fünf Gebäuden, die von zwei Türmen eingefasst werden. Die Platten der Fassade bestehen aus unpoliertem Rosengranit, die Fensteröffnungen sind mit Aluminium eingerahmt. Die Fenster sind dreigeteilt, ihre Lünetten jedoch nur aufgemalt. Die Krone des Gebäudes besteht aus einer achteckigen Pyramide, die von einem Ring umgeben ist, der aus dem Dach herausragt. Die Spitze wird bei Einbruch der Dunkelheit beleuchtet.

## Interieur
Im Zentrum des Gebäudekomplexes gibt es einen Brunnen sowie einen 2.323 m² großen Bereich mit Einkaufsmöglichkeiten und Restaurants, der alle Gebäude miteinander verbindet. Die hier verbauten Materialien umfassen importierten Marmor aus Spanien, Italien und Afrika. Die bewachte Tiefgarage unter dem Gebäudekomplex bietet mehr als 800 Stellplätze.